# Nice Systems
Nice Systems Ltd. — израильская high-tech компания, один из лидеров в области проектирования и поставки центров для бизнес-контактов, записи телефонных и видео разговоров, биржевых операций и управления воздушным движением.
Акции компании продаются на биржах NASDAQ (NASDAQ: NICE) и Тель-Авива (TASE: NICE), где она находится в числе 25 ведущих компаний.
28 июля 2009 года председателем правления компании стал Зеэв Брегман, который сменил Хаима Шани, ушедшего в отставку, чтобы стать генеральным директором министерства финансов Израиля.
На 31 декабря 2009 года в компании работало 2596 сотрудников, как в Израиле, так и по всему миру, на 31 декабря 2011 года — 3129.

## История
Nice systems создана в 1986 году как «Neptune Intelligence Computer Engineering» (NICE) семью бывшими сослуживцами Армии обороны Израиля, в том числе выходцами из Подразделения 8200 службы войсковой разведки.
Изначально компания концентрировалась на разработке решений для обеспечения безопасности и нужд оборонной промышленности, впоследствии переориентировалась на гражданские цели в основном для контакт-центров, финансовых услуг и рынка бизнес-аналитики.
В 1991 году Nice systems вышла на Тель-Авивскую фондовую биржу, а в 1996 году и на NASDAQ.

## Продукция компании и её клиенты
Продукты «NICE» включают: «NICE SmartCenter, NICE Perform Interaction Recording, NICE Perform eXpress (NPX), NICE Quality Management, NICE Interaction Analytics, NICE Real-Time Guidance, NICE Packaged Business Solutions, NICE Feedback, NICE IEX Workforce Management, Performance Manager, Network Embedded Logger and NiceCall Focus III, Actimize Fraud Prevention Suite, Actimize Anti-Money Laundering Suite, Actimize Brokerage Compliance Suite, Actimize Enterprise Risk Case Manager, Mirra IV, NICE Inform, NiceVision Net, NiceVision ControlCenter, NiceVision Analytics, NiceVision Digital, NiceVision SafeRoute, NICE Situator, FAST alpha Silver, NiceTrack»

## Приобретение других компаний
В 2002—2009 гг. NICE совершила ряд приобретений на общую сумму около 674 миллиона долларов, в том числе:
- 31.07.2002: Thales Contact Solutions (ранее Racal Recorders[англ.]) в Великобритании ($55 млн)[5]
- 01.06.2005: Dictaphone’s Communications Recording Systems (CRS, $42 млн)[13]
- 01.09.2005: Hannamax Hi-Tech ($3 млн).
- 04.01.2006: FAST Video Security ($32 млн).
- 22.05.2006: Performix ($4 млн).
- 07.07.2006: IEX Corporation ($205 млн), добавив управление контакт-сервером Workforce и решения по оптимизации эффективности работы к своему пакету предлагаемых решений.
- 30.08.2007: Actimize ($281 млн) (в составе группы NICE), включив в сферу предлагаемых решений защиту от мошенничества, отмывания денег и риск-менеджмент[14]
- 08.04.2008: Quality Plus Group ($ 12 млн)
- 31.08.2009: Hexagon System Engineering Ltd. ($11 млн)[15].
- 01.09.2009: Fortent (через Actimize, $73 млн)[16].
- May 2010: Lamda Communication Networks Ltd.[12]